# Camilo Ponce Enríquez
Camilo Ponce Enríquez   (Quito, 31 de gener de 1912 - Quito, 13 de setembre de 1976) va ser un polític equatorià i president de la República de l'Equador entre l'1 de setembre de 1956 i l'1 de setembre de 1960.
El 1951, juntament amb Sixto Durán Ballén, fundà el Moviment Socialcristià (Movimiento Social Cristiano, MSC), que posteriorment es convertiria en el Partit Socialcristià (Partido Social Cristiano, PSC). El 1956, Ponce Enríquez guanyà les eleccions presidencials i nomenà a Durán Ballén com a ministre d'obres públiques